# 洛克马洛
洛克马洛（法語：Locmalo，法語發音：[lɔkmalo]）是法国莫尔比昂省的一个市镇，位于该省西北部，属于蓬蒂维区。

## 地理
洛克马洛（48°4'21"N, 3°11'12"W）面积23.91 平方千米，位于法国布列塔尼大區莫尔比昂省，该省份为法国西北部沿海省份，位于布列塔尼半岛南部，北起阿摩尔滨海省、西接菲尼斯泰尔省，南濒大西洋，东南接大西洋卢瓦尔省，东临伊勒-维莱讷省。
与洛克马洛接壤的市镇（或旧市镇、城区）包括：塞格利安、比布里、佩尔斯肯、利尼奥勒、普洛埃迪特、朗戈埃朗、斯科夫河畔盖姆内、盖恩。
洛克马洛的时区为UTC+01:00、UTC+02:00（夏令时）。

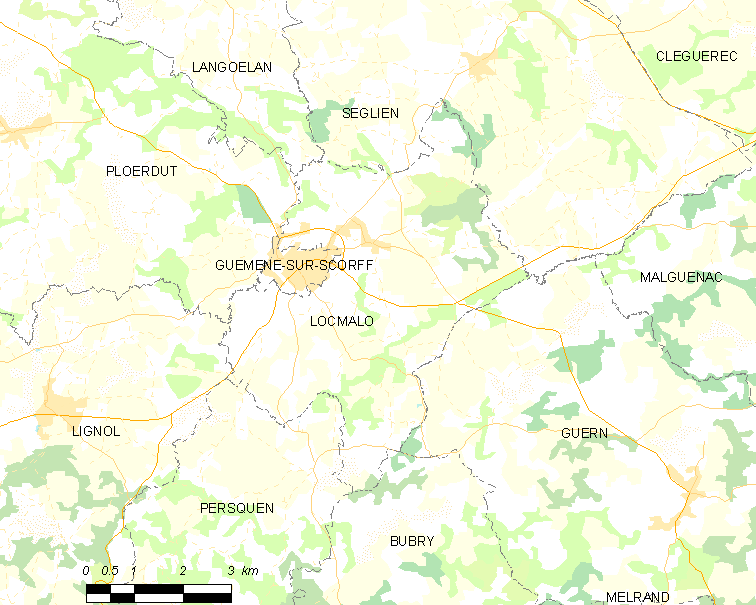
洛克马洛的OSM定位图

## 行政
洛克马洛的邮政编码为56160，INSEE市镇编码为56113。

## 政治
洛克马洛所属的省级选区为古兰县。

## 人口

1962-2008年间洛克马洛人口变化图示

洛克马洛于2022年1月1日时的人口数量为894人。